# Распопинская
Распопинская — станица в Клетском районе Волгоградской области России.
Входит в состав Распопинского сельского поселения, являясь его административным центром.

## История
Предположительно основана около 1660 года. Станица Распопинская шесть раз меняла своё расположение. Первоначально располагалась она на левом берегу реки Дон, около озера Распопино. Впоследствии перенесена на остров около урочища Зимовного, напротив Крестовой горы. Обильные разливы реки Дон заставили станицу переселиться на третье место, на левобережье Дона и также на остров большого озера Бараковка. В 1700 году станица вновь переселилась с острова и левобережья на правый берег Дона к устью реки Старая. В 1730 году станица переселилась на новое, пятое место — к Доминикину озеру, напротив Расторгуева буерака, на современное место станица перенесена в 1793 году.
Согласно Списку населённых мест Земли Войска Донского в 1859 году в станице проживало 1590 душ мужского и 1697 душ женского пола.
В 1886 году случился сильный пожар, уничтоживший почти всю станицу.
Согласно алфавитному списку населённых мест области Войска Донского 1915 года, в станице имелись станичное правление, кредитное товарищество, церковь, одноклассное приходское училище, церковно-приходская школа, земельный надел станицы составлял 16 488 десятин, проживало 1544 мужчины и 1569 женщин.
В 1921 году станица в составе Усть-Медведицкого округа передана Царицынской губернии. С 1928 года — в составе Клетского района Сталинградского округа (упразднён в 1930 году) Нижне-Волжского края (с 1934 года — Сталинградского края, с 1936 года — Сталинградской области).
В период Великой Отечественной войны в период с июля по ноябрь 1942 года станица была оккупирована. В ходе ожесточённых боёв за так называемый «Клетский плацдарм» в сентябре—октябре 1942 года станица была полностью разрушена.
В ходе операции «Уран» 24 ноября 1942 года в Распопинской капитулировала окруженная румынская группировка из состава 3-й румынской армии во главе с бригадным генералом Стэнеску (1 генерал, 9 полковников, до 21 000 солдат и офицеров).

## Население
Динамика численности населения по годам:
| 1859 | 1873 | 1897 | 1915 | 1987  |
| ---- | ---- | ---- | ---- | ----- |
| 3287 | 1885 | 2204 | 3113 | ≈1500 |

| 2010  | 2012  | 2013  | 2014  | 2015  | 2016  | 2017  |
| ----- | ----- | ----- | ----- | ----- | ----- | ----- |
| 1271  | ↘1239 | ↗1240 | ↘1229 | ↘1226 | ↘1219 | ↘1204 |
| 2018  | 2019  | 2020  | 2021  |       |       |       |
| ↘1186 | ↘1159 | ↘1128 | ↘1090 |       |       |       |

## Инфраструктура
Улицы:
| - ул. Ветеранов - ул. Зелёная - ул. им. А. А. Рыбаченко - ул. им. А. С. Пушкина - ул. им. Е. И. Иткиса - ул. им. Г. К. Жукова - ул. им. П. Г. Коновалова - ул. им. Сахно - ул. им. Ф. К. Миронова - ул. им. Ю. Кристева - ул. Комсомольская | - ул. Красная - ул. Красноармейская - ул. Ленинская - ул. Мира - ул. Набережная - ул. Некрасова - ул. Октябрьская - ул. Победы - ул. Садовая - ул. Степная - ул. Школьная | - пер. им. Б. Г. Ермака - пер. Ветеранов - пер. Гагарина - пер. Садовый - пер. Связи - пер. Южный |

## Достопримечательности
15 октября 2014 года в станице возведен новый храм, являющийся даром участниками фестиваля «Казачья станица — Москва».

## Известные уроженцы
- Алимов, Павел Мартемьянович (1900—19??) — советский военачальник, полковник.